# Sudoměřice u Bechyně
Sudoměřice u Bechyně (deutsch Sudomierschitz) ist eine Gemeinde in Tschechien. Sie liegt fünf Kilometer östlich von Bechyně in Südböhmen und gehört zum Okres Tábor.

## Geographie

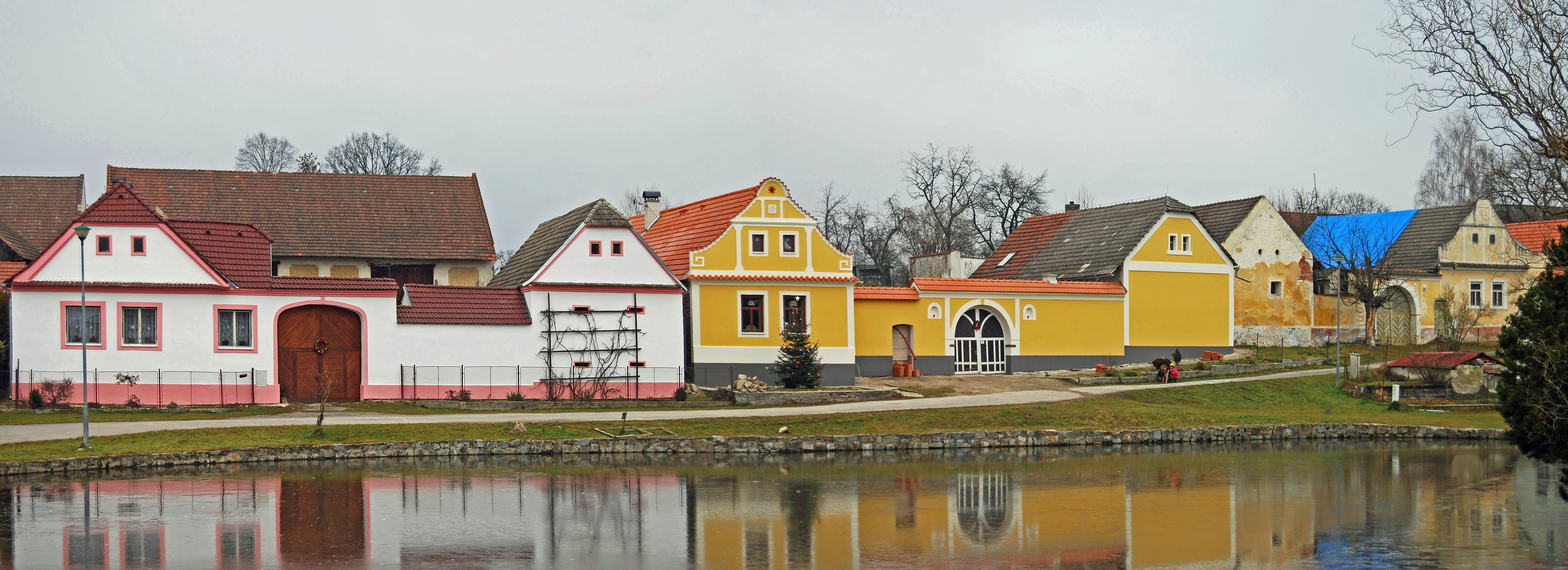
Ortsteil Bechyňská Smoleč

Sudoměřice u Bechyně befindet sich im südlichen Teil des Bechiner Hügellandes (Bechyňská pahorkatina). Südwestlich erhebt sich auf dem Gelände des Militärflugplatzes Bechyně der Soudný (456 m). Gegen Osten erstreckt sich der Naturpark Černická obora. Am nördlichen Ortsrand verläuft die Bahnstrecke Tábor–Bechyně, südlich die Anschlussbahn zum Militärflugplatz.
Nachbarorte sind Černýšovice und Bechyňská Smoleč im Norden, Dudov, Marunka und Vyhnanice im Nordosten, Hlavatce, Černice, Na Bráně und Debrník im Osten, Svinky, Vlastiboř, Komárovská Hajnice, Benešovská Hajnice und Komárov im Südosten, Nová Ves, Hodětín, Německý Dvůr und Jamník im Süden, Hodonice und Nuzice im Südwesten, Pouzarovna, Kopaniny, Radostná, Kamenný Dvůr, Chrobkov und Bechyně im Westen sowie Sádky, Bežerovice und Hutě im Nordwesten.

## Geschichte
Die erste schriftliche Erwähnung des zur Herrschaft Bechin gehörigen Dorfes Sudymierzice erfolgte 1352 in einem päpstlichen Zehntregister. Besitzer waren zu dieser Zeit die Herren von Sternberg. Eine Pfarrkirche in Sudymierzice ist in den Jahren 1384 und 1409 nachweislich. Wahrscheinlich erlosch die Pfarre während der Hussitenkriege, danach wurde die Allerheiligen-Kirche eine Filialkirche der Pfarre Bechin. Das östlich gelegene Dorf Černičky fiel im 15. Jahrhundert wüst und wurde nicht wiederbesiedelt. Zwischen 1441 und 1477 gehörte die Herrschaft den Bechinie von Lazan, danach erneut den Herren von Sternberg. Im Jahre 1514 begann Ladislav von Sternberg mit Bewilligung König Vladislavs II. Jagiello mit dem Abbau mehrerer Hämatitlager. Zur Verarbeitung entstand an der Lainsitz ein Eisenhammer. Nachdem sich gezeigt hatte, dass die einzelnen Hämatitlager keine größere Lagerstätte bildeten und bald abgebaut waren, wurde für den Betrieb des Eisenhammers Erz aus Kamenice nad Lipou angefahren. 1530 erwarben die Herren von Schwanberg Bechyně, 1569 verkaufte Heinrich von Schwanberg die Herrschaft an Peter Wok von Rosenberg. Die ergiebigen Quellen in der Umgebung von Sudoměřice veranlassten Peter Wok im Jahre 1586, durch Meister Řehoř Koráb eine hölzerne Röhrwasserleitung zur Trinkwasserversorgung seiner Residenz Burg Bechin anlegen zu lassen. Kaiser Rudolf II. erteilte Peter Wok das Privileg zur Erhebung einer Maut am Kreuz zweier Handelswege zwischen Bechin und Sobieslau sowie zwischen Tabor und Budweis bei Sudoměřice. Im Jahre 1586 ließ Peter Wok um das erloschene Dorf Černičky einen großräumigen Tiergarten mit 4.500 ha Fläche angelegen. Ein 20 Kilometer langer Zaun mit drei Toren verhinderte ein Weglaufen des Wildes. Später wurde der Tiergarten auf 2.060 ha verkleinert. Im Jahre 1589 brannte das gesamte Dorf nieder. Zu Beginn des Dreißigjährigen Krieges lag das Dorf in dem am stärksten von den Verwüstungen betroffenen Gebiet links der Lainsitz und wurde 1619 zerstört. Im Jahre 1636 wurde Sudoměřice in den Bechiner Grundbüchern als gänzlich niedergebrannt und wüst bezeichnet. Die Wiederbesiedlung verlief schleppend, im Jahre 1688 bestanden in Sudoměřice anstelle der früheren Bauernhöfe 21 Chaluppen. Um 1700 wurde eine Schule eingerichtet, der Unterricht erfolgte zunächst in verschiedenen Privathäusern, später entstand ein eigenes kleines Schulhaus. Im Jahre 1715 erwarben die Grafen von Paar die Herrschaft durch Heirat. 1787 wurde aus Mitteln des Religionsfonds wieder eine Pfarre in Sudoměřice eingerichtet. Im Jahre 1793 ließen die Fürsten Paar auf der Wüstung Černičky im Tiergarten ein barockes Jagdschloss erbauen.
Im Jahre 1840 bestand das an der Straße von Tabor nach Moldau-Thein gelegene Dorf Sudoměřitz/Sudoměřice aus 46 Häusern mit 359 Einwohnern, darunter drei Israelitenfamilien. Im Ort bestanden ein Wirtshaus, die unter dem Patronat des Religionsfonds stehende Pfarrkirche und Pfarrei sowie eine unter herrschaftlichen Patronat stehende Schule. Abseitig lag das von einem großen eingeschränkten Tiergarten mit Rot- und Schwarzwild umgebene Jagdschloss Černitz bzw. Černicky mit einem Forsthaus. Des Weiteren befanden sich im Tiergarten die einschichtigen Hegerhäuser Marunky und Thorheger sowie ein Jägerhaus. Sudoměřitz war Pfarr- und Schulort für Bežerowitz (Bežerovice), Blatetz (Blatec), Březnitz, Černoschowitz, Eisenhammer, Hodietin, Hodonitz, Neudorf (Nová Ves), Smoletsch (Bechyňská Smoleč) und Wschechlap (Všechlapy). Bis zur Mitte des 19. Jahrhunderts blieb Sudoměřice immer nach Bechin untertänig.
Nach der Aufhebung der Patrimonialherrschaften bildete Sudoměřice/Sudoměřitz ab 1850 eine Gemeinde in der Bezirkshauptmannschaft Milevsko/Mühlhausen und dem Gerichtsbezirk Bechyně/Bechin. Der alte Friedhof um die Kirche Allerheiligen im Ortszentrum wurde 1886 aufgehoben, da er für die zehn eingepfarrten Dörfer zu klein geworden war. Am nordöstlichen Ortsrand erfolgte die Weihe eines neuen Friedhofes. Unter dem Patronat der Fürsten Paar wurde 1888 ein neues Schulhaus errichtet. Die Freiwillige Feuerwehr gründete sich 1893. Zwischen 1902 und 1903 errichtete die Lokalbahn Tábor–Bechin die Bahnstrecke Tabor–Bechin als erste elektrisch betriebene Eisenbahnstrecke in Mitteleuropa. Die Kampelička entstand 1903 als Sparverein der örtlichen Landwirte, Handwerker und Unternehmer. Am 19. November 1910 eröffnete das Postamt. Zwischen 1919 und 1939 entstanden in Sudoměřice 37 neue Häuser. Im Jahre 1920 bestanden in Sudoměřice zwei Sägewerke. Das Fürstlich Paarsche Sägewerk lag an der Straße nach Březnice, und im Ort die Dampfsäge, Maschinenbauwerkstatt und Schreinerei Cvach. Neben dem Musterbau für den Baťa-Konzern widmete sich die Firma Cvach mit ihren etwa 100 Beschäftigen auch dem Hausbau und errichtete Häuser in Süd- und Mittelböhmen. 1925 erwarb die Stadt Bechyně ein Grundstück beim Gehöft Nr. 1, auf dem 1932 ein neues städtisches Wasserwerk entstand. Im Jahre 1928 entstand die neue Straße von Tábor nach Bechyně, die 1935 asphaltiert wurde. 1933 brannten die Betriebsgebäude der Fa. Cvach nieder, dies bedeutete auch den Untergang des Unternehmens. Nach der Auflösung des Okres Milevsko wurde die Gemeinde 1948 Teil des Okres Týn nad Vltavou. Beim Zensus vom 1. März 1950 hatte Sudoměřice 390 Einwohner. Im Ort bestanden 48 landwirtschaftliche Betriebe. Die ehemalige Schänke Nr. 31 wurde 1951 zum Gemeindeamt mit Veranstaltungssaal umgebaut. 1954 entstand am Hügel Soudný der Militärflugplatz Bechyně, zu seiner Güterversorgung wurde nördlich von Sudoměřice eine Anschlussbahn von der Bahnstrecke Tábor–Bechyně angelegt. 1957 erfolgte die Zwangskollektivierung der Landwirte. Nach der Aufhebung des Okres Týn nad Vltavou wurde Sudoměřice Ende 1960 dem Okres Tábor zugeordnet und erhielt zur Unterscheidung zu einer gleichnamigen Gemeinde im selben Bezirk den amtlichen Namenszusatz u Bechyně. Zugleich erfolgte die Eingemeindung von Bežerovice und Bechyňská Smoleč. Im Pfarrhaus wurde 1965 ein Kindergarten eröffnet. 1968 wurde die Tiergartennutzung auf den letzten 1.400 ha der Černická obora aufgehoben. Die alte Schmiede im Ortszentrum wurde 1972 abgerissen. Das Gebäude der Schule wurde zum Kindergarten umgestaltet, der 1977 eröffnet wurde. Beim Zensus von 1980 hatte der Ort 778 Einwohner. Zwischen 1982 und 1984 entstand die Trauerhalle auf dem Friedhof.

## Gemeindegliederung
Die Gemeinde Sudoměřice u Bechyně besteht aus den Ortsteilen Bechyňská Smoleč (Smoletsch), Bežerovice (Bescherowitz) und Sudoměřice u Bechyně (Sudomierschitz) sowie der Ansiedlung Černice (Černitz) und den Einschichten Marunka (Marunky), Na Bráně (Torheger) und Sádky.

## Sehenswürdigkeiten
- Gotische Pfarrkirche Allerheiligen, der in der ersten Hälfte des 14. Jahrhunderts errichtete Bau erhielt seine heutige Gestalt beim Umbau von 1828
- 500-jährige Linde, Baumdenkmal
- Kapelle in Bežerovice
- Kapelle des hl. Johannes in Bechyňská Smoleč
- Burgstätte Chrobkov, nordwestlich von Bežerovice über einer Flussschleife der Lainsitz
- Giebelhöfe im südböhmischen Bauernbarock, der Ortskern von Bechyňská Smoleč wurde zum Ländlichen Denkmalschutzgebiet erklärt.
- Barockes Jagdschloss Černice, auch Hvězda, es bildete den Mittelpunkt des Černicer Tiergartens und wurde 1793 errichtet. Sein Grundriss hat die Form eines dreizackigen Sternes. Das nach dem Zweiten Weltkrieg dem Verfall preisgegebene Schloss wurde von der Fakultät für Bauwesen der ČVUT erworben und zum Erholungsobjekt und Schulungszentrum saniert. Nach der Samtenen Revolution 1989 erfolgte eine Privatisierung des Schlosses. Der neue Besitzer, die APS Bechyně, ließ südlich des Schlosses einen Golfplatz anlegen.
- Naturpark Černická obora, er wurde 2004 geschaffen und umfasst das Terrain des umfriedeten ehemaligen Tiergartens
- Naturdenkmal Černická obora, nördlich des Jagdschlosses
- Haus Nr. 62 (ehemalige Schänke Na Bakulně), im Jahre 1985 wurde anlässlich des 100. Geburtstages am Geburtshaus von Karel Hugo Hilar eine Gedenktafel angebracht
- Bildstock an der Kreuzung am Bahnhof
- Gedenkstein für die 13 Gefallenen des Ersten Weltkrieges, am Hang unterhalb der Kirche

Sehenswürdigkeiten
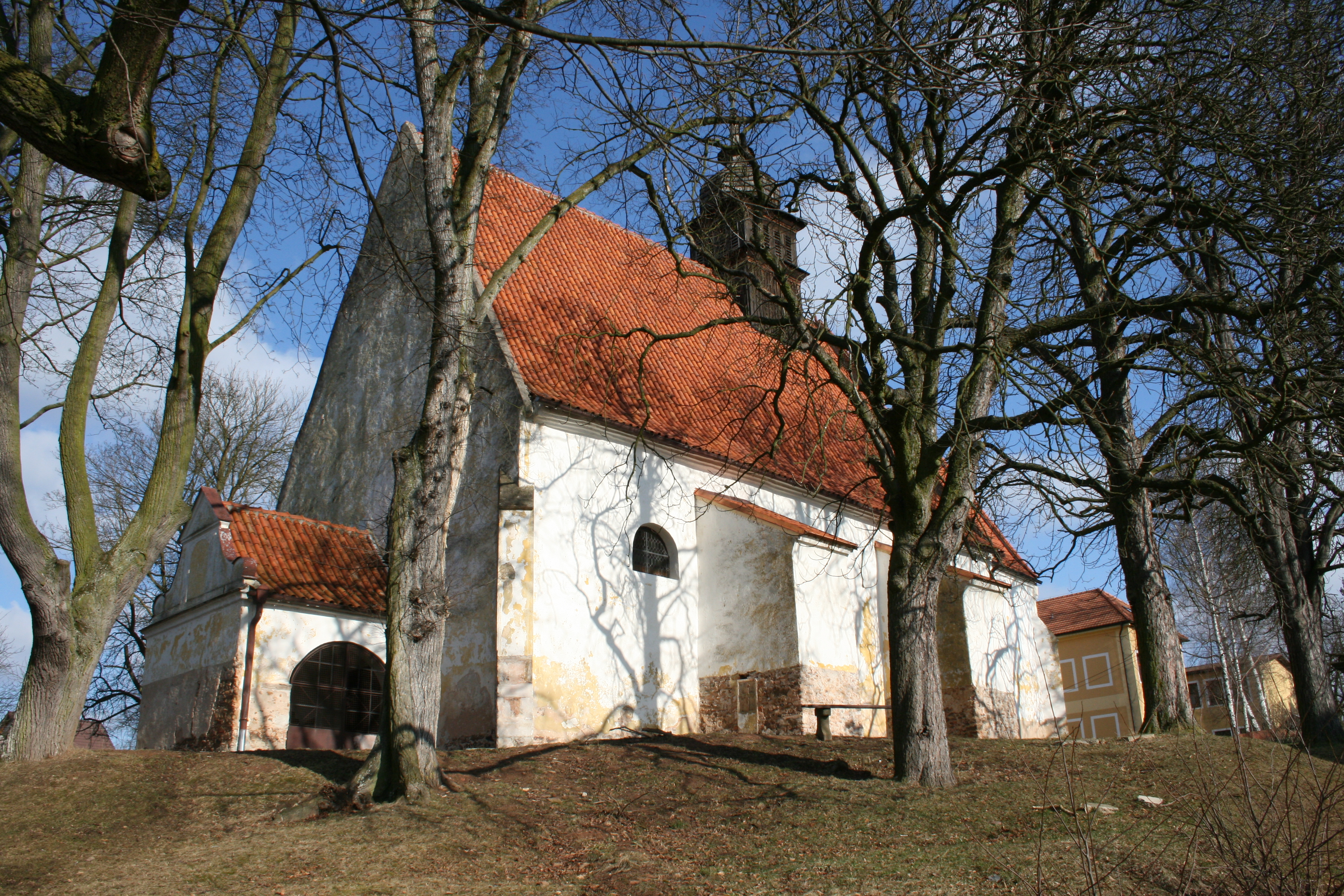
Pfarrkirche Aller Heiligen
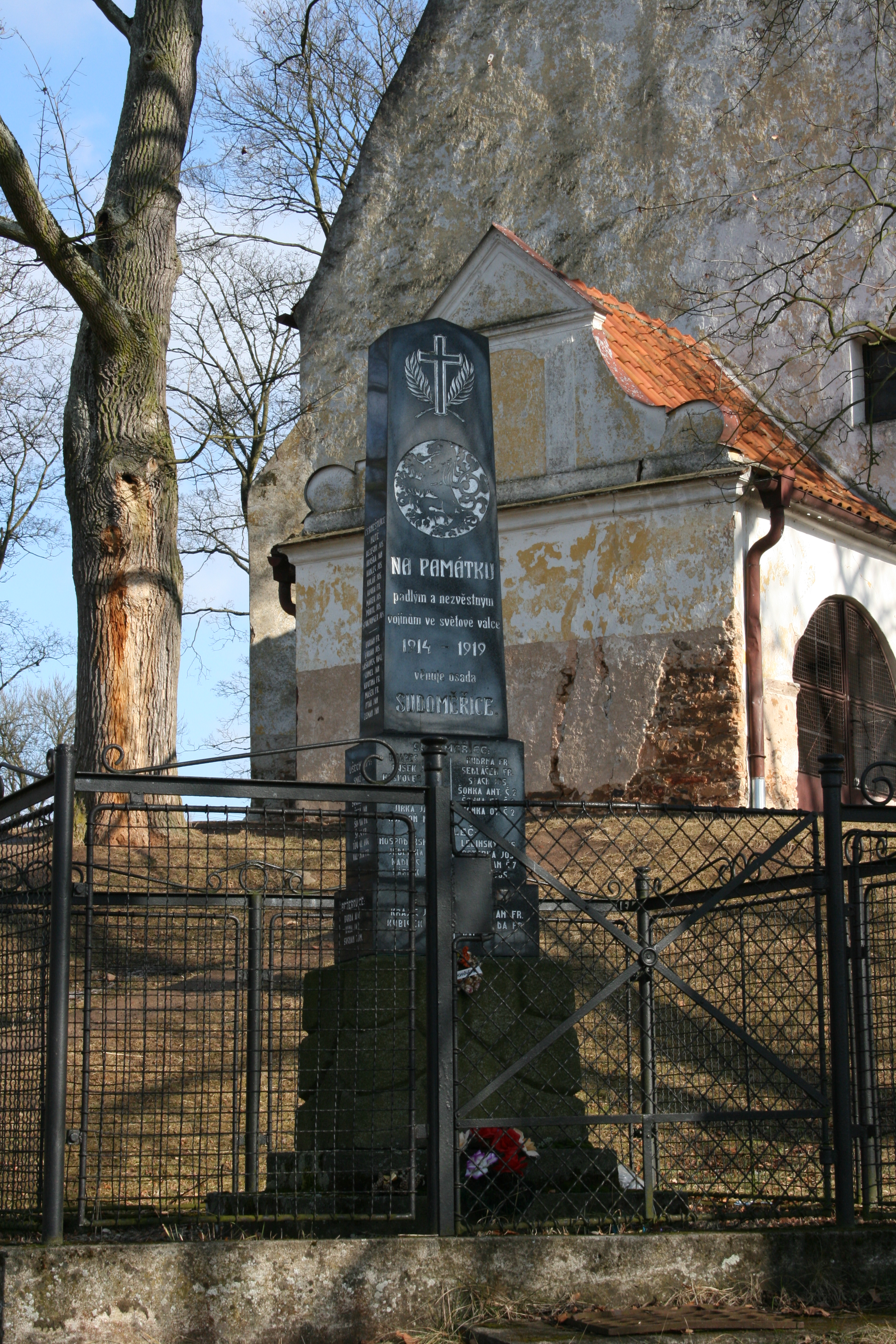
Gedenkstein für die Gefallenen des Ersten Weltkrieges
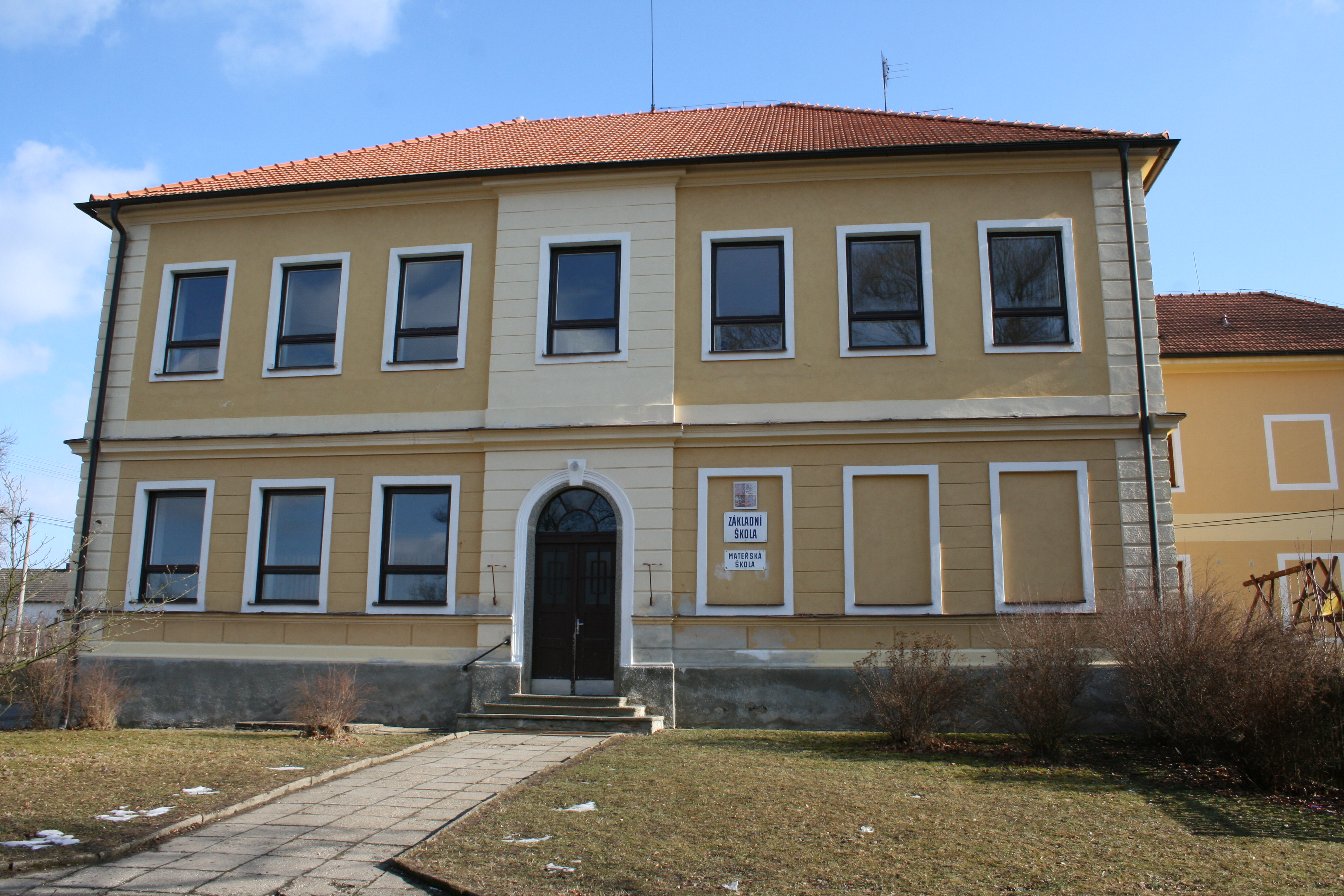
Schule

## Söhne und Töchter der Gemeinde
- Karel Hugo Hilar (1885–1935), eigentlich Karel Bakule, Theaterregisseur, -kritiker und -autor
- Karel Kudrna (* 1924), Geophysiker, von 1972 bis 1975 stellvertretender Bildungsminister der Tschechoslowakei